# Melek Bilge
Melek Bilge (Kartal, 23 marzo 1989) è un'ex cestista turca.

## Carriera
Con la Turchia ha disputato i Campionati europei del 2009.